# Эль-Фахира
Эль-Фахира (араб. الفاخرة‎) — деревня на северо-западе Иордании, расположенная на территории мухафазы Аджлун. Входит в состав района Аджлун.

## Географическое положение
Деревня находится в юго-восточной части мухафазы, в гористой местности, к востоку от реки Иордан, к северу от реки Эз-Зарка, на расстоянии приблизительно 24 километров (по прямой) к северо-западу от столицы страны Аммана. Абсолютная высота — 764 метра над уровнем моря.

## Население
По данным официальной переписи 2015 года численность население составляла 230 человек (112 мужчин и 118 женщин). В деревне насчитывалось 48 домохозяйств.
Динамика численности населения Эль-Фахиры по годам:
| 1994 | 2015 |
| ---- | ---- |
| 108  | 230  |

## Транспорт
Ближайший аэропорт расположен в городе Амман.